# Книга Фомы Атлета
Книга Фомы Атлета, также известная как Книга Фомы (не путать с Евангелием от Фомы) — один из новозаветных апокрифов, записанный во втором кодексе Библиотеки Наг-Хаммади.
Слова сокровенные, какие сказал Спаситель Иуде Фоме, которые сам я, Матфей, записал. Шёл я и слушал их, как беседовали они друг с другом.
Текст Книги Фомы Атлета был записан предположительно во II веке н. э.

## Структура
Существуют две теории, объясняющие происхождение текста Книги Фомы Атлета:
- Так как первая половина книги представляет из себя диалог, а вторая — монолог, Книга Фомы могла быть составлена из двух разных книг.
- Из-за наличия двух названий, Книга Фомы могла изначально быть письмом, написанным евреем под влиянием греческих идей. Позже, попав в христианскую среду, письмо было преобразовано в диалог.

В дополнение, так как автором текста указан Матфей, эта рукопись по мнению некоторых учёных может являться утраченной версией Евангелия от Матфея.

## Содержание
Содержание этой работы выглядит типично гностическим, в том смысле, что сама книга представляет собой передачу Тайного Знания (Гнозиса), но в ней отсутствует обычная для гностических работ сложная космогония, при наличии ссылок на Плерому и на борьбу света с тьмой.
Спаситель продолжил, сказал он: О недостижимая любовь света, о горечь огня, который пылает в телах людей и в их мозгу, который пылает в них денно и нощно, и сжигает члены людей, и опьяняет их сердца, и смущает их души [...] их в мужчинах и женщинах денно и нощно, и волнует их волнением, волнуя в сокрытом и явленном. Ибо мужчины мечутся без женщин и женщины без мужчин.

Тогда сказал он: Тот, кто вопрошает об истине у истинно мудрого, уготовит себе крылья, дабы полететь, спасаясь от страсти; которая сжигает духи людей. И он уготовит себе крылья, спасаясь от того духа, который явлен.
Содержание Книги Фомы Атлета имеет много общего с содержанием четырёх канонических Евангелий и Евангелием от Фомы, хотя оно имеет много отличий — в других книгах Иисус проявляет больше мягкости и сострадания, а в Книге Фомы он произносит достаточно резкие и по содержанию, и по символизму, речи.